# وونسان
وونسان (لفظ كوري: ‎[wʌn.san]‏) هي مدينة ساحلية وقاعدة بحرية تقع في إقليم كانغوون بكوريا الشمالية، على الجانب الشرقي من شبه الجزيرة الكورية، على بحر اليابان (بحر الشرق) وحافظة الإقليم.  افتتحت القوات اليابانية الغازية الميناء عام 1880. قبل اندلاع الحرب الكورية 1950 – 1953، سقطت ضمن سلطة ما كان يدعى إقليم جنوب هامغيونغ، وكانت خلال الحرب موقعاً لحصار وونسان. يُقدر عدد سكان المدينة بنحو 329,207 نسمة عام 2013. تحوي المدينة على عدة مصانع كبيرة.

## المناخ
يظهر الجدول التالي التغييرات المناخية على مدار السنة لوونسان:
| البيانات المناخية لـوونسان                       | البيانات المناخية لـوونسان | البيانات المناخية لـوونسان | البيانات المناخية لـوونسان | البيانات المناخية لـوونسان | البيانات المناخية لـوونسان | البيانات المناخية لـوونسان | البيانات المناخية لـوونسان | البيانات المناخية لـوونسان | البيانات المناخية لـوونسان | البيانات المناخية لـوونسان | البيانات المناخية لـوونسان | البيانات المناخية لـوونسان | البيانات المناخية لـوونسان |
| الشهر                                            | يناير                      | فبراير                     | مارس                       | أبريل                      | مايو                       | يونيو                      | يوليو                      | أغسطس                      | سبتمبر                     | أكتوبر                     | نوفمبر                     | ديسمبر                     | المعدل السنوي              |
| ------------------------------------------------ | -------------------------- | -------------------------- | -------------------------- | -------------------------- | -------------------------- | -------------------------- | -------------------------- | -------------------------- | -------------------------- | -------------------------- | -------------------------- | -------------------------- | -------------------------- |
| متوسط درجة الحرارة الكبرى °م (°ف)                | 2.0 (35.6)                 | 4.7 (40.5)                 | 10.0 (50.0)                | 16.5 (61.7)                | 20.9 (69.6)                | 24.6 (76.3)                | 26.7 (80.1)                | 27.3 (81.1)                | 23.1 (73.6)                | 18.9 (66.0)                | 11.2 (52.2)                | 4.6 (40.3)                 | 15.8 (60.4)                |
| المتوسط اليومي °م (°ف)                           | −1.8 (28.8)                | 0.4 (32.7)                 | 5.8 (42.4)                 | 12.1 (53.8)                | 16.5 (61.7)                | 20.8 (69.4)                | 23.9 (75.0)                | 24.5 (76.1)                | 19.7 (67.5)                | 14.6 (58.3)                | 7.3 (45.1)                 | 1.0 (33.8)                 | 12.1 (53.8)                |
| متوسط درجة الحرارة الصغرى °م (°ف)                | −5.5 (22.1)                | −3.6 (25.5)                | 1.7 (35.1)                 | 7.7 (45.9)                 | 12.2 (54.0)                | 17.1 (62.8)                | 20.9 (69.6)                | 21.4 (70.5)                | 16.3 (61.3)                | 10.5 (50.9)                | 3.6 (38.5)                 | −2.6 (27.3)                | 8.3 (46.9)                 |
| الهطول مم (إنش)                                  | 36.8 (1.45)                | 25.3 (1.00)                | 23.1 (0.91)                | 40.8 (1.61)                | 80.1 (3.15)                | 135.1 (5.32)               | 280.2 (11.03)              | 211.1 (8.31)               | 213.1 (8.39)               | 120.1 (4.73)               | 55.9 (2.20)                | 27.8 (1.09)                | 1٬249٫4 (49.19)            |
| متوسط أيام هطول الأمطار                          | 5.4                        | 3.8                        | 4.6                        | 6.8                        | 8.0                        | 12.1                       | 15.4                       | 12.5                       | 10.5                       | 7.0                        | 5.8                        | 3.5                        | 95.4                       |
| ساعات سطوع الشمس الشهرية                         | 204.6                      | 206.2                      | 232.5                      | 234.0                      | 235.6                      | 207.0                      | 173.6                      | 176.7                      | 198.0                      | 223.2                      | 192.0                      | 192.2                      | 2٬475٫6                    |
| المصدر #1: Weather OnLine                        |                            |                            |                            |                            |                            |                            |                            |                            |                            |                            |                            |                            |                            |
| المصدر #2: Wetter Spiegel Online (sunshine only) |                            |                            |                            |                            |                            |                            |                            |                            |                            |                            |                            |                            |                            |

## توأمة
لوونسان اتفاقيات توأمة مع كل من:
- فلاديفوستوك
- مدينة بويبلا

## أعلام
- كين نيشيدا
- باك سيونغ زن

## وصلات خارجية
- وونسان على مشروع الدليل المفتوح